# Шорстколистоцвіті
Boraginales (Шорстколистоцвіті) — порядок квіткових рослин, що об'єднує 7 родин з них у природній флорі України зустрічаються представники лише однієї однойменної родини шорстколисті (Boraginaceae). Найпоширенішими таксонами у флорі України є види родів медунка (Pulmonaria), незабудка (Myosotis), синяк (Echium), воловик (Anchusa), живокіст Symphytum), липучка (Lappula) та деякі інші. Порядок під цею назвою дуже нерегулярно визначений у систематиці рослин.

## Опис
Boraginaceae (як приклад на Boraginales) характеризуються гермафродитними квітами і зазвичай радіально сім-метричними, базальними чашолистками, пелюстки повністю злиті в трубки або у пластиноподібні квіткові стебла, тичинки і пелюстки об'єднані.

## Поширення та середовище існування
Представники порядку мешкають на всіх континентах окрім Антарктиди.